# Tetrachlornikelnatan tetraethylamonný
Tetrachlornikelnatan tetraethylamonný je komplexní sloučenina se vzorcem [N(CH3CH2)4]2[NiCl4]. Jedná se o tetraethylamonnou sůl tetrakyanonikelnatanového aniontu ([NiCl4]2−).